# Xenotrichula tentaculata
Xenotrichula tentaculata är en djurart som tillhör fylumet bukhårsdjur, och som beskrevs av Chandrasekara Rao och Ganapati 1968. Xenotrichula tentaculata ingår i släktet Xenotrichula och familjen Xenotrichulidae. Inga underarter finns listade i Catalogue of Life.